# N1 (lanciatore)
Il razzo N1 (chiamato anche Hercules) era un vettore di produzione sovietica che fu progettato e costruito per portare un equipaggio di due o tre cosmonauti sulla Luna.

## Sviluppo
Dopo un primo successo ottenuto dall'Unione Sovietica nel programma spaziale, portando come prima nazione al mondo un astronauta nello spazio, anche il programma spaziale sovietico si era concentrato a preparare la conquista della Luna, dando luogo ad una vera e propria gara con gli Stati Uniti.
Contrariamente però a quanto avveniva negli Stati Uniti, dove tutte le risorse venivano concentrate in un singolo programma (il programma Apollo), l'Unione Sovietica aveva deciso di suddividere i propri progettisti in due gruppi, che lavoravano a nove tipi di vettori diversi. Il gruppo OKB-1 (oggi noto come RKK Ėnergija) capitanato da Sergej Pavlovič Korolëv, fu l'artefice principale del razzo N1.
Tuttavia il progetto di Korolëv aveva origini militari (programma GR-2). Inizialmente infatti il razzo sarebbe dovuto servire a lanciare in orbita satelliti per la ricognizione, ma fu dal 1960 in poi che si iniziò a valutare la possibilità di un eventuale uso del vettore come razzo per il trasporto di una capsula con a bordo un equipaggio.
Di particolare difficoltà nella fase iniziale del progetto si rivelò la propulsione del vettore, dove una rivalità eccessiva tra i progettisti sfociò in una serie di scelte poco equilibrate. A causa di tensioni interne tra l'OKB-1 capitanato da Sergej Korolëv e l'OKB-456 al cui vertice c'era Valentin Petrovič Gluško, quest'ultimo decise di interrompere la propria collaborazione con l'OKB-1 e di cooperare invece con l'OKB-52 di Vladimir Nikolaevič Čelomej. Čelomej aveva deciso di concentrare le proprie risorse in un progetto che prevedeva un razzo dotato di una singola camera di combustione, contrariamente a quanto avveniva usualmente all'epoca dotando i vettori di grandi dimensioni di quattro camere di combustione ed utilizzando come combustibile una miscela composta da cherosene ed ossigeno al posto del propellente UDMH. Infine, a causa della poca esperienza che si aveva all'epoca nella progettazione di vettori di tali dimensioni, il progetto evolveva a rilento accumulando un notevole ritardo.

## Tecnica
Il razzo N1 misurava 105 m d'altezza, ed era (ed è tuttora) il vettore di maggiori dimensioni mai costruito in Unione Sovietica. Originariamente ogni razzo N1 avrebbe dovuto poter trasportare un carico utile di circa 70 tonnellate in orbita terrestre, che avrebbe poi dovuto raggiungere le 90 tonnellate grazie ad alcune modifiche. Tuttavia le enormi dimensioni e le soluzioni tecniche scelte fecero sì che il razzo soffrisse di notevoli e frequenti disturbi tecnici. A tutto ciò si aggiunse il fatto che a causa della scarsa propulsione fornita dai razzi Kuznecov NK-15, che vantavano una spinta massima di 1,54 MN, ogni razzo doveva essere dotato nella prima fase di ben 30 razzi Kuznecov NK-15, che venivano alloggiati in un anello esterno, dove trovavano posto i primi 24 ed in uno interno dove venivano montati i restanti 6. L'aria infine scorreva tra questi due cerchi concentrici favorendo così l'efficienza e riducendo di conseguenza il consumo di cherosene.
In tutti i lanci vennero usati i motori Kuznecov NK-15, mentre l'evoluzione di questi denominata NK-33, che poté essere messa a punto solamente nel 1974 e forniva una spinta di ben 1,638 MN a motore, non venne mai usata a causa della cancellazione del progetto. La prima missione lunare avrebbe quindi dovuto aver luogo secondo le stime fatte nel 1976.
In tutto furono ordinati tra gli 11 e i 12 vettori, dei quali però solo 4 vettori (N1-3L fino ad N1F-12L) furono realmente lanciati.

## Motori
Con lo sviluppo degli NK-15 si iniziò a partire dal 1962, ma solo a partire dal 1963/64 fu disponibile il primo modello in scala 1:2. A partire dal dicembre 1967 furono avviati i primi test statici. Il programma spaziale sovietico era quindi in netto ritardo rispetto al programma spaziale statunitense, che aveva effettuato il primo lancio con i motori F-1 già nel 1967. Un anno più tardi fu poi avviata la produzione in serie degli NK-15. Contrariamente a quanto accadeva negli Stati Uniti, però, non tutti i motori di un lotto venivano sottoposti a dei test per verificarne il corretto funzionamento, bensì uno solo. Poteva così capitare che se il motore sottoposto al test non si fosse dimostrato sufficientemente affidabile tutto il lotto prodotto non poteva essere utilizzato. Tale sistema, escogitato dai vertici per accelerare il programma spaziale sovietico si dimostrò tuttavia controproducente, visto che il corretto funzionamento di un singolo motore del lotto non garantiva che gli altri motori prodotti fossero privi di difetti.
Solo a partire dal 1970 furono disponibili modelli più avanzati degli NK-15 che potevano effettuare un test di accensione prima del lancio per verificare il corretto funzionamento. Complessivamente il punto debole del razzo N1 era dato dai suoi motori. Contrariamente al Saturn V, l'N1 non disponeva di motori di grandi dimensioni e dovette essere quindi dotato di ben trenta motori di dimensioni inferiori. Ciò fece sì che le possibilità di un guasto tecnico fossero nettamente più elevate rispetto a quelle del Saturn V.

## Sviluppo dopo la morte di Korolëv
Nell'agosto del 1964 si decise definitivamente di dividere il programma lunare in due programmi separati che furono denominati LK-1 Zond per quanto riguarda l'OKB-52 di Čelomej ed in N1-L3 per quanto invece riguardava l'OKB-1 di Korolëv. Tuttavia la morte di Korolëv nel gennaio del 1966 fece sì che l'intero programma subisse un forte ritardo, costringendo il Politburo a rivedere i propri piani. Al posto di Korolëv fu quindi incaricato Vasilij Pavlovič Mišin, che poteva vantare una notevole esperienza nella costruzione di vettori, dato che nei primi anni del dopoguerra aveva fatto parte del gruppo di progettisti che avevano messo a punto il razzo R-1, utilizzando le conoscenze dei tedeschi accumulate nella costruzione del razzo V2. Inoltre Mišin era stato anche uno dei maggiori artefici del primo missile intercontinentale sovietico, il Semërka R-7, e poteva quindi disporre di conoscenze ed esperienze utili ai fini del programma lunare.
Nei mesi seguenti il lavoro all'intero programma vide un notevole incremento e si decise di avviare la costruzione dei primi razzi N1. A causa del tempo perduto e del conseguente ritardo accumulato si decise però di rinunciare a testare l'efficienza della prima fase del razzo e si passò immediatamente alla fase di assemblaggio, che avvenne direttamente all'interno del cosmodromo di Bajkonur, in una struttura appositamente costruita. Tutto ciò ebbe come conseguenza un'errata valutazione di sollecitazioni ed aerodinamica del vettore, causando alcuni errori nella fase finale della progettazione.

## Tentativi di lancio

Paragone tra il vettore Saturn V (a sinistra) ed il razzo N1

Il primo tentativo di lancio (N1-3L) avvenne il 21 febbraio 1969, ma fu un clamoroso fallimento, dal momento che immediatamente dopo il lancio un incendio sviluppatosi nella sezione motori provocò lo spegnimento dopo soli 54 secondi di tutti i motori, con la conseguente perdita del vettore.
Un secondo tentativo (N1-5L) venne fatto nel luglio dello stesso anno, appena tre settimane prima della missione Apollo 11. Anche questa volta la missione fallì a causa di un guasto tecnico ad una delle pompe del propellente, che causò nei primissimi secondi della fase di lancio una fortissima esplosione che disintegrò pressoché completamente l'intero vettore non appena questo impattò con il suolo. L'incendio sviluppatosi di conseguenza fu così devastante da compromettere in modo irreparabile molte delle strutture della base di lancio.
Tale evento spinse i progettisti a dotare da quel momento in poi tutti i razzi N1 di un sistema automatico che portava in fase di decollo il vettore in una posizione lievemente inclinata, al fine di garantire in caso di avaria che il vettore si allontanasse ulteriormente dalla base di lancio senza ricadere su di essa. Inoltre da quel momento in poi i motori del primo stadio non potevano più essere spenti ed avrebbero quindi funzionato fino al momento dell'impatto.
Tale evento, la ricostruzione della base e le modificazioni richieste fecero però sì che il successivo tentativo di lancio potesse essere effettuato solamente il 26 giugno del 1971. Questa volta il vettore riuscì ad alzarsi, ma un forte beccheggio causato dal nuovo sistema di navigazione fece sì che dopo soli 50 secondi di volo si perdesse il controllo. Il razzo iniziò quindi a roteare pericolosamente su se stesso provocando la disintegrazione della fusoliera e la distruzione dello stesso.
Si procedette quindi ad un quarto ed ultimo tentativo di lancio effettuato il 23 novembre del 1972. Questa volta parve funzionare tutto alla perfezione ed il vettore si alzò da terra senza inconvenienti. Tuttavia lo spegnimento troppo rapido del primo stadio dopo 107 secondi provocò il ristagno del propellente nei condotti facendo scoppiare almeno uno di questi ed innescando una serie di esplosioni che causarono la perdita del vettore dopo una manciata di secondi.
Si ritenne però che un rapido distacco del primo stadio avrebbe potuto permettere di proseguire la missione, dal momento che il vettore aveva raggiunto una velocità sufficiente per proseguire il suo volo con il secondo stadio.

## Cancellazione del programma
A causa del fallimento di tutti e quattro i tentativi di lancio effettuati del razzo N1, il Politburo decise nel 1974 di cancellare definitivamente il programma, dedicando le risorse ad altri progetti che all'epoca venivano ritenuti di maggiore priorità. Lo sviluppo del razzo N1 fu tuttavia portato avanti ancora per alcuni anni, nella speranza di poter usare tale vettore per altri scopi, eventualità che però non si presentò mai.
La storia di tutti i tentativi di lancio rimase infine, fino a metà degli anni ottanta, coperta dal segreto di stato e nulla venne reso pubblico. Ciò avvenne al fine di evitare di far conoscere all'opinione pubblica russa la completa sconfitta nella gara tra le due superpotenze per la conquista della Luna. Per quanto invece riguarda i vettori in fase di costruzione, questi vennero tutti demoliti ed alcune parti di essi abbandonate o usate come ricoveri di fortuna per attrezzature nei dintorni del cosmodromo di Bajkonur. Fortunatamente però i motori NK-33 non furono demoliti, così 36 di questi furono venduti dopo oltre vent'anni al prezzo di 1,1 milioni di dollari l'uno alla Aerojet che li ha ridenominati AJ-26 impiegandoli sul lanciatore Antares.

## Lista dei tentativi di lancio
Di seguito è riportata una lista con tutti i tentativi di lancio.
| tentativo numero | Data             | Tipo              | S/N | luogo di lancio | carico utile         | tipo del carico            | Carico in kg | Orbita | Esito                                                                            |
| ---------------- | ---------------- | ----------------- | --- | --------------- | -------------------- | -------------------------- | ------------ | ------ | -------------------------------------------------------------------------------- |
| 1                | 21 febbraio 1969 | N-1/Blok-G/Blok-D | 3L  | Ba LC-110R      | Zond (L1S), L3 Model | modulo lunare sperimentale | ?            | ?      | Fallimento perdita causata da un incendio ai motori                              |
| 2                | 3 luglio 1969    | N-1/Blok-G/Blok-D | 5L  | Ba LC-110R      | Zond (L1S), L3 Model | modulo lunare sperimentale | ?            | ?      | Fallimento perdita causata da corpi estranei nel condotto dell'aria del razzo    |
| 3                | 26 giugno 1971   | N-1/Blok-G/Blok-D | 6L  | Ba LC-110L      | LOK Model, L3 Model  | modulo lunare sperimentale | ?            | ?      | Fallimento sistema di stabilizzazione difettoso                                  |
| 4                | 23 novembre 1972 | N-1/Blok-G/Blok-D | 7L  | Ba LC-110L      | Zond (LOK), L3 Model | modulo lunare sperimentale | ?            | ?      | Fallimento perdita causata da un'esplosione del motore del razzo numero 4        |
| 5                | Agosto 1974      | N-1/Blok-G/Blok-D | 8L  |                 | Zond (LOK), L3 Model | modulo lunare sperimentale | ?            | ?      | Cancellato cancellato in seguito alla sospensione del programma lunare sovietico |